# وزارة العدل (الجزائر)
وزارة العدل هي وزارة في حكومة الجزائر، يقع مقرها في الأبيار في مدينة الجزائر.
وزير العدل الحالي هو عبد الرشيد طبي، اعتبارًا من 7 يوليو 2021 م.

## الوزراء
يُعتبر عمار بن تومي أول وزير للعدل في الجزائر بعد الاستقلال تقلد المنصب بتاريخ 27 سبتمبر 1962.
في سبتمبر 2013، تولى الطيب لوح منصب وزارة العدل خلفاً لمحمد الشرفي. ثم سليمان براهمي يوم 1 أبريل سنة 2019. في 31 يوليو 2019، تولى المنصب بلقاسم زغماتي.

## تنظيم الإدارة المركزية
تشتمل الإدارة المركزية في وزارة العدل، الموضوعة تحت سلطة وزير العدل، حافظ الأختام، على ما يأتي:
1. الأمين العام، و يلحق به مكتب البريد والاتصال و المكتب الوزاري للأمن الداخلي في المؤسسة.

و يساعده ثمانية (8) مديري دراسات، من بينهم ستة (06) ينتدبون لمهام في إطار نشاطات لجنة تنشيط إصلاح العدالة ومتابعته.
1. رئيس الديوان، ويساعده ثمانية (8) مكلفين بالدراسات والتلخيص، يكلّفون على الخصوص بما يأتي:

- تحضير مشاركة الوزير في النشاطات الحكومية وتنظيمها
- الإعلام والاتصال و العلاقات مع وسائل الإعلام
- متابعة العلاقات مع المؤسسات العمومية والمجتمع المدني وتنشيطها
- متابعة العلاقات مع الجمعيات والمنظمات الاجتماعية والمهنية
- متابعة إعداد تلاخيص تعنى بتطوير القطاع
- تقديم حصائل نشاط القطاع
- تحضير ملفات التعاون الدولي واستغلالها و متابعتها
- متابعة نشاط الوزير مع المنظمات والهيئات الدولية.

و أربعة (04) ملحقين بالديوان.
1. المفتشية العامة، التي يحكمها نص خاص.
2. الهياكل الآتية:

| * | المديرية العامة للشؤون القضائية والقانونية.                       |
| * | المديرية العامة للموارد البشرية.                                  |
| * | المديرية العامة للمالية والوسائل.                                 |
| * | المديرية العامة لعصرنة العدالة.                                   |
| * | المديرية العامة لإدارة السجون وإعادة الإدماج، التي يحكمها نص خاص. |

## قائمة الوزراء
الدكتور محمد عبدالحي (الشريعة_ تبسة)، تولى منصب وزير العدل حافظ الأختام بالجمهورية الجزائرية الديمقراطية الشعبية

## وصلات خارجية
- الموقع الرسمي (بالعربية)